# Lijst van voetbalinterlands Algerije - Oeganda
Deze lijst van voetbalinterlands is een overzicht van alle officiële voetbalwedstrijden tussen de nationale teams van Algerije en Oeganda. De Afrikaanse landen hebben tot op heden dertien keer tegen elkaar gespeeld. De eerste wedstrijd vond plaats op 14 januari 1968 in Addis Abeba (Ethiopië), tijdens de Afrika Cup 1968. Het laatste duel, een groepswedstrijd tijdens het African Championship of Nations 2024, werd gespeeld in Kampala op 4 augustus 2025.

## Wedstrijden
| №  | Plaats      | Datum             | Competitie                           | Wedstrijd          | Uitslag |
| -- | ----------- | ----------------- | ------------------------------------ | ------------------ | ------- |
| 1  | Addis Abeba | 14 januari 1968   | Afrika Cup 1968                      | Algerije − Oeganda | 4 − 0   |
| 2  | Kampala     | 28 oktober 1973   | Afrika Cup 1974 kwalificatie         | Oeganda − Algerije | 2 − 1   |
| 3  | Algiers     | 11 november 1973  | Afrika Cup 1974 kwalificatie         | Algerije − Oeganda | 1 − 1   |
| 4  | Kampala     | 12 november 1994  | Afrika Cup 1996 kwalificatie         | Oeganda − Algerije | 1 − 1   |
| 5  | Algiers     | 2 juni 1995       | Afrika Cup 1996 kwalificatie         | Algerije − Oeganda | 1 − 1   |
| 6  | Kampala     | 3 oktober 1998    | Afrika Cup 2000 kwalificatie         | Oeganda − Algerije | 2 − 1   |
| 7  | Annaba      | 20 juni 1999      | Afrika Cup 2000 kwalificatie         | Algerije − Oeganda | 2 − 0   |
| 8  | Annaba      | 24 september 2002 | Vriendschappelijk                    | Algerije − Oeganda | 1 − 1   |
| 9  | Kampala     | 25 januari 2003   | Vriendschappelijk                    | Oeganda − Algerije | 0 − 1   |
| 10 | Algiers     | 4 juni 2022       | Afrika Cup 2023 kwalificatie         | Algerije − Oeganda | 2 − 0   |
| 11 | Douala      | 18 juni 2023      | Afrika Cup 2023 kwalificatie         | Oeganda − Algerije | 1 − 2   |
| 12 | Kampala     | 10 juni 2024      | WK 2026 kwalificatie                 | Oeganda − Algerije | 1 − 2   |
| 13 | Kampala     | 4 augustus 2025   | African Championship of Nations 2024 | Oeganda − Algerije | 0 − 3   |

## Samenvatting
| Competitie                      | Totaal gespeeld | Winst Algerije | Gelijk | Winst Oeganda | Doelsaldo Algerije – Oeganda |
| ------------------------------- | --------------- | -------------- | ------ | ------------- | ---------------------------- |
| WK-kwalificatie                 | 1               | 1              | 0      | 0             | 2 − 1                        |
| Afrika Cup                      | 1               | 1              | 0      | 0             | 4 − 0                        |
| Afrika Cup-kwalificatie         | 8               | 3              | 3      | 2             | 11 − 8                       |
| African Championship of Nations | 1               | 1              | 0      | 0             | 3 − 0                        |
| Vriendschappelijk               | 2               | 1              | 1      | 0             | 2 − 1                        |
| Totaal                          | 13              | 7              | 4      | 2             | 22 − 10                      |

Wedstrijden bepaald door strafschoppen worden, in lijn met de FIFA, als een gelijkspel gerekend.